# Bayubas de Abajo
Bayubas de Abajo – gmina w Hiszpanii, w prowincji Soria, w Kastylii i León, o powierzchni 44,09 km². W 2011 roku gmina liczyła 192 mieszkańców.